# La Dame du lac (sculpture)
Pour les articles homonymes, voir La Dame du lac (homonymie).

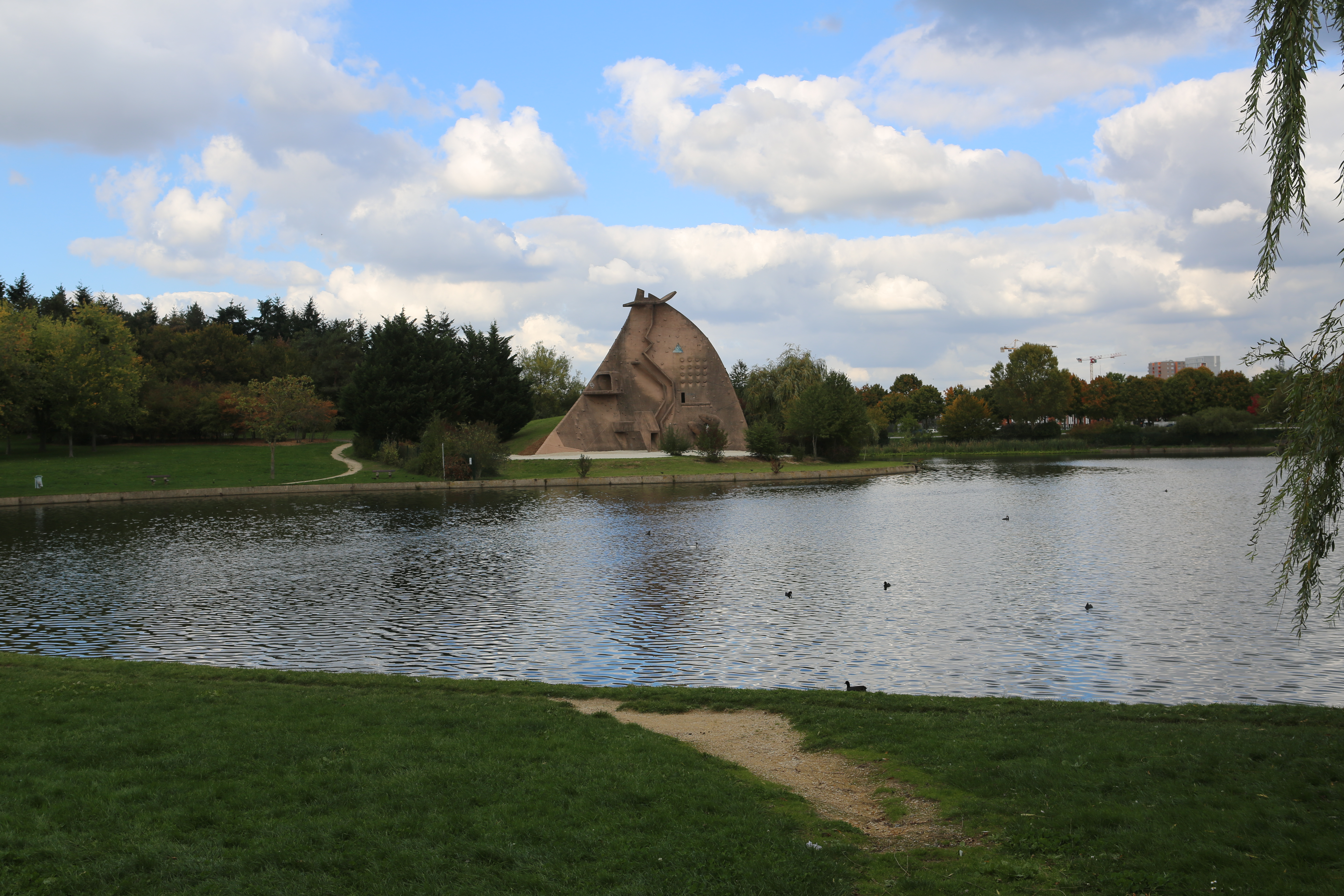
La Dame du lac

La Dame du lac est une sculpture d'escalade de Pierre Székely, située dans le parc d'Évry-Courcouronnes. Il s'agit d'une sculpture en béton armé haute de 17 mètres. Elle est située dans le Parc du lac à Évry-Courcouronnes dans la région parisienne (département de l'Essonne).
Inaugurée en 1975, il s'agit de la première structure artificielle d’escalade en France. Elle ne répond plus aux normes de sécurité actuelles et est actuellement fermée au public.

## Histoire
La Dame du lac fut la première structure artificielle d’escalade (SAE) en dur, inaugurée en 1975. 20 ans plus tôt (les 3 et 4 septembre 1955 au bois de Vincennes, puis en 1958), le groupe alpin populaire (GAP) de la 1ère section FSGT créait la première structure artificielle d'escalade démontable pour démonstration et essais des visiteurs à la fête de l'Humanité.
C'est un lieu emblématique pour les pratiquants du Parkour. En effet, certains des fondateurs de la discipline de l'« art du déplacement » comme David Belle et des membres des Yamakasi habitaient à Lisses près de la sculpture. À partir du début des années 1990, ils venaient régulièrement sur la structure s'entraîner et développer les premiers mouvements du Parkour,.
En septembre 2019, la sculpture reçoit le label « Patrimoine d’intérêt régional ». La labellisation régionale permettra à la commune d’obtenir des aides afin d’envisager une réhabilitation du monument et, à terme, d’autoriser de nouveau l’accès au public.

## Photos
- Albums
- Albums